# 放氏
放氏（ほうし）とは、氏の構成員をその氏から追放すること。放氏処分を受けると氏族の一員としての特権を剥奪され、官人となる資格も失うということで官位も剥奪された。

## 概要
放氏そのものは古代より各氏族で行われているが、特に藤原氏の放氏が歴史上有名である。それは、形式上は氏長者である藤氏長者による制裁処分の体裁を取りながら、実際には氏寺興福寺の大衆及び氏社春日大社の神人による強訴（春日神木の入洛）によって興福寺や春日大社の意向に従わない公卿や官人を大衆・神人の詮議の上、結果を春日大社に報告をして興福寺別当より春日明神の意向として藤氏長者に勘当処分を命令し、力ずくで放氏処分にしたことによる。
ただし、藤原氏の場合は放氏された者は直ちに官位剥奪処分を受けず、職務停止の上で蟄居謹慎して、余程のことが無い限りは一定期間を過ぎれば赦免されることになっていた。この赦免を続氏（ぞくし）・継氏（けいし）と呼んだ。
平安時代中期以後、朝廷上層部の多くは藤原氏によって独占されており、藤原氏の廷臣は放氏の圧力によって自由な政治的言動を抑圧され、他氏の廷臣も放氏処分の実施によって朝廷の機能が麻痺することを恐れたために結果的に春日神木が入洛すれば朝廷は半ば機能停止状態となり、最終的には強訴の要求が認められるという歴史を繰り返した。ただし、興福寺や春日大社内部も一枚岩ではなく、永正2年（1505年）に事件を起こした僧に連座した父親の飛鳥井雅康（宋世）の放氏について、既に文明14年（1482年）に出家・隠棲している人物の放氏に反発する意見が興福寺内部から出されて論争となっている。
歴史上、初めて確認される放氏は長寛元年（1163年）の参議藤原隆季である。これは後白河上皇の院近臣である隆季が延暦寺と興福寺の争いの際に延暦寺に有利な判断を示したことによる。大屋徳城の研究によれば室町時代までに32回の藤原氏の放氏が確認されているが、時代とともに放氏がエスカレートしていき、正応5年（1292年）に一挙に12名の廷臣を放氏して伏見天皇を憤慨させ、応安6年（1373年）には前関白の二条良基を放氏する（『摂関伝』ほか）など、濫発していった。
だが、源氏の足利義満が朝廷の実権を把握すると、藤原氏廷臣の宮廷における発言力が低下していったのみならず、春日神木の入洛を伴った強訴が失敗に終わり興福寺・春日大社の宗教的権威が揺らいだ（当然、他氏である義満を放氏することは出来ない）。更に放氏の濫発はその権威の低下を招いただけでなく、永正6年（1509年）には多武峰との所領争いを機に藤原氏の始祖である藤原鎌足（多武峰は鎌足を祀る）を放氏する提案がなされ、三条西実隆ら藤原氏の廷臣からも嘲笑された（鎌足を放氏すれば、当事者である興福寺の僧侶や春日大社の神人たちを含めた藤原氏全員が連座してしまう）。更に戦国の戦乱で藤原氏廷臣・寺社そのものの権威も低下したことにより、放氏の意味自体が失われて近世には行われなくなっていった。